# Luís António de Almeida
Luís António de Almeida (Cavalões, Vila Nova de Famalicão, 20 de julho de 1872 – ?) foi um bispo da Diocese de Bragança-Miranda (Portugal).
Foi bispo de Bragança-Miranda entre 1932 e 1935.